# Загар'є (Лузький район)
Зага́р'є (рос. Загарье) — присілок у складі Лузького району Кіровської області, Росія. Входить до складу Лузького міського поселення.
Населення становить 6 осіб (2010, 7 у 2002).
Національний склад станом на 2002 рік — росіяни 100 %.